# Remo Bertoni
Remo Bertoni (* 21. Juni 1909 in Varese; † 18. September 1973 in Mailand) war ein italienischer Radrennfahrer und nationaler Meister im Radsport.

## Sportliche Laufbahn
Bertoni war im Straßenradsport und im Querfeldeinrennen (heutige Bezeichnung Cyclocross) aktiv. Als Amateur wurde er 1929 bei den Straßenradsport-Weltmeisterschaften in Zürich Zweiter hinter Pierini Bertolazzo. 1930 fuhr er als Unabhängiger und gewann in dieser Klasse die nationale Meisterschaft im Straßenrennen. Von 1930 bis 1937 war er Berufsfahrer. Bei den Straßenradsport-Weltmeisterschaften 1932 in Rom wurde er hinter Alfredo Binda Zweiter im Profirennen. Ebenfalls 1932 gelang ihm ein Etappensieg im Giro d’Italia, den er auf dem dritten Gesamtrang beendete. Im Giro di Campania 1931 holte er zwei Etappensiege. Das Eintagesrennen Trevisio–Monte Grappa gewann er 1932.
In der nationalen Meisterschaft im Straßenrennen 1933 wurde er hinter Learco Guerra Zweiter. Im Giro 1934 wurde er Sieger der Bergwertung. 
Zweite Plätze holte Bertoni in der Trofeo Melinda 1930, 1932 im Giro dell’Umbria, 1933 im Rennen Tre Valli Varesine. 1932 wurde er Dritter der Lombardei-Rundfahrt. Dritter wurde Bertoni 1931 im Giro di Romagna. 1939 wurde er Dritter der nationalen Meisterschaft im Querfeldeinrennen.
In der Tour de France 1935 war er ausgeschieden. Den Giro d’Italia fuhr Bertoni fünfmal. 1932 wurde er 3., 1933 1934 6. der Gesamtwertung. 1935 und 1936 war er ausgeschieden.